# Centro Natación Helios 1979-1980
La Centro Natación Helios è una squadra di pallacanestro spagnola. Fra i vari campionati giocati, durante la stagione  1979-1980:
- Impianto: Romareda.
- Uniforme: Maglietta e pantaloncini blu.
- Sponsor: SKOL

## Rosa
- José Luis Ereña (allenatore)

| - Aliguer - Alberto Alocén - Fernando Arcega - Iradier - Lete |  | - Emilio Nicolau - Perez - Quino Salvo - Simon - Williams |

## Statistiche
10º classificato
|        | giocate | V | N | P  |
| ------ | ------- | - | - | -- |
| Totale | 22      | 8 | 3 | 10 |
| Casa   | 11      | 3 | 1 | 7  |
| Ospite | 11      | 5 | 2 | 3  |